# Jean-Philippe Mendy
Philippe Mendy (Élancourt, 4 marzo 1987) è un ex calciatore francese, di ruolo attaccante.

## Carriera
Ha giocato in competizioni calcistiche europee per club con Dinamo Bucarest (2 partite) e Maribor (4 partite).

## Palmarès

### Club
- Campionato rumeno: 3

Dinamo Bucarest: 2006-2007
- Supercoppa di Slovenia: 2

Maribor: 2013, 2014
- Campionato sloveno: 2

Maribor: 2013-2014, 2014-2015

### Individuale
- Capocannoniere del campionato sloveno: 1

2015-2016 (17 gol, a pari merito con Andraž Šporar e Rok Kronaveter)